# 杂技地星
杂技地星（俗名acrobatic earthstar或arched earthstar）是地星科的一种不可食真菌。如其它地星一般，其厚外皮在成熟时裂开，使孢子球暴露在环境中；学名fornicatum (拉丁文意为“拱形”或“拱形的”)指的是它靠菌丝囊支撑的，向下延伸举起孢子球的星状分枝那拱起的形状。

## 历史
本种最早于17世纪后期描述，由于与人的外形相似而被称为人形真菌 。  英国博物学家詹姆斯·索尔比 （ James Sowerby ）在其1799年的专著《英国真菌彩图册》中写道： 
 这是一种让很多人惊讶的奇特植物。1695年，它以人形真菌的名称被公布，并且图中的真菌头部画有人脸。它最初呈圆形，成熟后头部的两层表皮或包裹物爆裂开。内皮与外皮分离，方向反了过来，只在边上连着。其表皮几乎总是裂成四份。  

## 描述

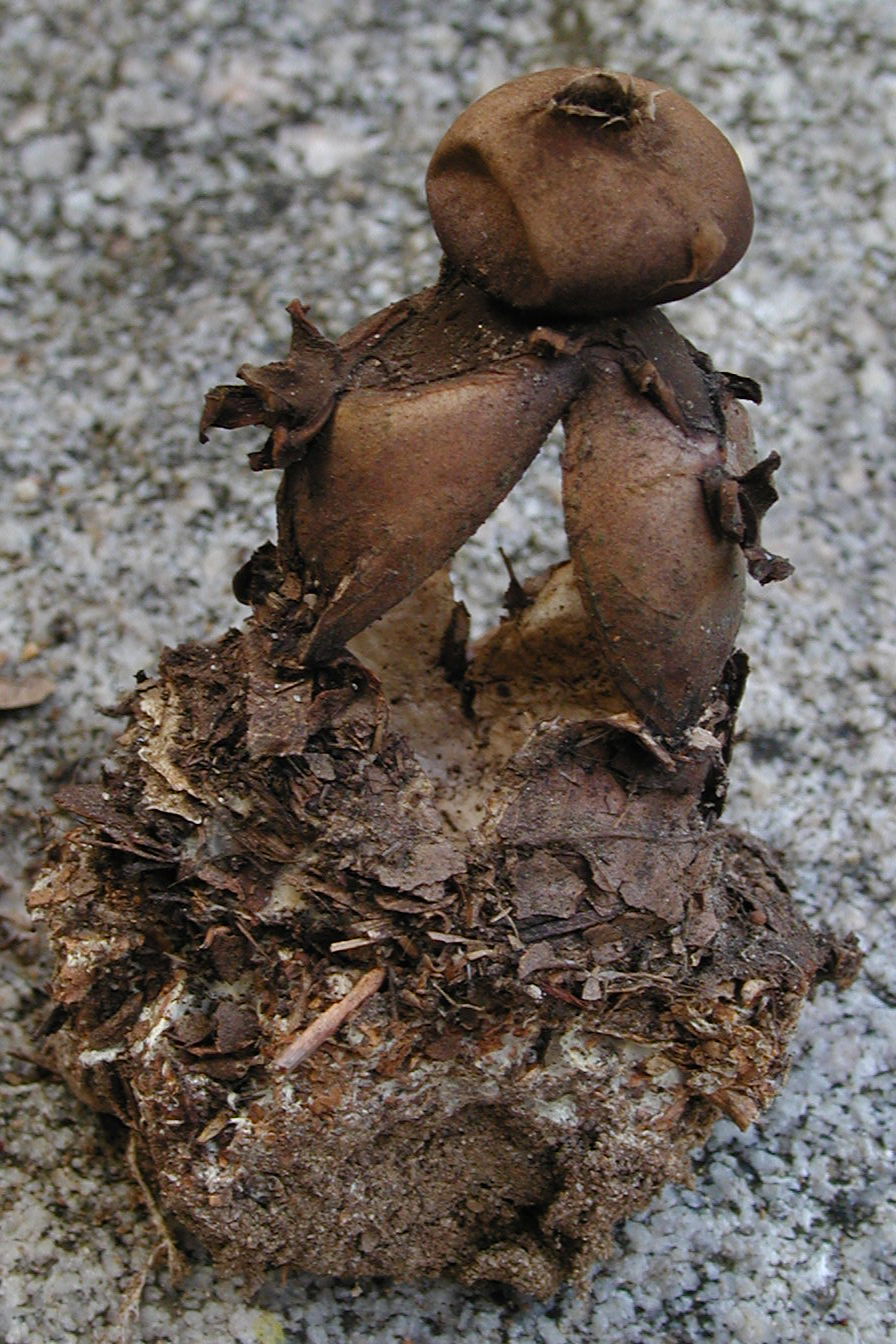
生长在南加利福尼亚州橡树下的杂技地星

未成熟的子实体大致呈球状，通常直径1.5—2.5 cm（0.6—1.0英寸），深棕色。 成熟时，外包被(外膜)裂成四到五枝，向后卷曲以抬升子实体并举高孢子球，有利于孢子的扩散；每一枝的尖端与地上的菌丝托相连 。孢子球包含一个小孔（顶端附近的小开口）。 成熟的子实体直径可达6 cm（2.4英寸），高可达8 cm（3.1英寸）。其外包被藉由菌丝束附着于土壤。担孢子球形、疣状、厚壁、非淀粉质 ，5-6μm。孢子印暗褐色。
子实体单生或小群生于灌木下与落叶林中。

## 抗菌活性
杂技地星的甲醇提取物显示抑制多种致病菌生长的活性，包括枯草杆菌，大肠杆菌，克雷伯氏肺炎菌，绿脓杆菌，鼠伤寒沙门氏菌和 化脓链球菌，以及真菌如白色念珠菌，深红酵母菌与克鲁维脆壁酵母菌。